# Caumont (Gironda)
Caumont é uma comuna francesa na região administrativa da Nova Aquitânia, no departamento de Gironda. Estende-se por uma área de 7,58 km². Em 2010 a comuna tinha 148 habitantes (densidade: 19,5 hab./km²).